# Plaza Lordi
La Plaza Lordi (en finés: Lordin aukio, conocida como la Plaza Sampo hasta 2006) es una plaza céntrica de Rovaniemi, Finlandia. Junto a la plaza se encuentra un centro comercial llamado Sampokeskus y un pequeño bulevard. La plaza es especialmente popular en verano como un lugar para albergar eventos varios.
Antiguamente conocido como la Plaza Sampo, la plaza fue renombrada como Plaza Lordi en junio de 2006 en honor de la victoria de Lordi en el Festival de la Canción de Eurovisión 2006. El 9 de junio de 2006, la plaza celebró una fiesta popular, donde también apareció Lordi. Todos los miembros de Lordi han sido nombrados ciudadanos honorarios de Rovaniemi.